# Georg Conrad Jung

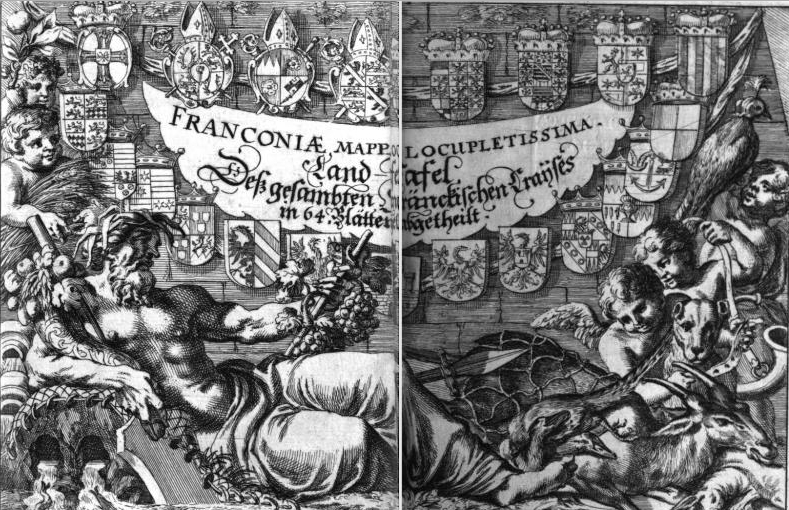
Pierwsza karta jednego z dzieł kartograficznych Junga

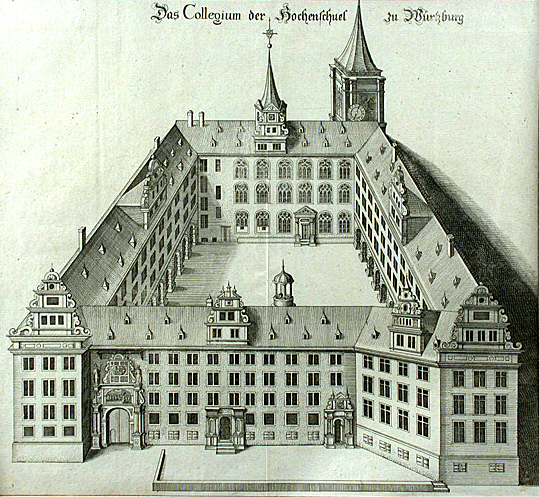
Collegium der Hochenschuel zu Würzburg, z którym przez szereg lat związany był Georg Conrad Jung

Georg Conrad Jung (ur. 19 listopada 1612 w Rothenburg ob der Tauber zm. 16 września 1691 w Hoheim koło Kitzingen) dzięki dokładnym opisom topograficznym zwany Markgrafem von Bayreuth – niemiecki drukarz, malarz, rytownik, geograf i kartograf, wraz z ojcem Johannem Jungiem (1583-1641) twórca pierwszej mapy drogowej Europy Środkowej.
Pochodził z bawarskich Jungów. Jego ojcem był Johann Georg Jung, również kartograf, który w Rothenburg ob der Tauber założył pracownię kartograficzną.
W 1639 Georg Conrad stworzył wraz z ojcem m.in.: plany miasta Würzburga (w skali 1:300 000), samodzielnie natomiast opracował topografię Brandenburgii, którą opublikował w dwóch dziełach.
W 1641 Jungowie w swojej pracowni kartograficznej stworzyli pierwszą mapę drogową Niemiec Nobilissimis Amplissimis Consultissimis viris Dominis D. Consultbus, Totiquae Senatui inclytae Reipublicae Noribergensis Dedicabant John Georgius, et Georgius Conradus Jungii Rotenburgo Tubernj totius GERMANIA 1641.
Pełną edukację oraz wiedzę na temat ówczesnej geografii Georg Conrad Jung zdobył w Collegium der Hochenschuel zu Würzburg (obecnie Uniwersytet w Würzburgu), najprężniejszym w mieście ośrodku akademickiej wymiany myśli, w którym spotykał się würzburgski patrycjat oraz intelektualiści. Z collegium tym związany był przez szereg lat, w 1669 na jego potrzeby wykonał prace kartograficzne dla całej prowincji Würzburga.
W 1673 Jung tworzy Newe Description Des Hertzogthumb Zu Francken Sambt Andern Daran stossenten Bischoff- undt Furstenhumben, Graff, undt Freyen Herrschafften Zu Sonderbahren Ehren Praesentiert Von Georg Conrad Jungen Hohheim bey Kitzing Ad. 1673 (format 47, 4 na 65,0 cm, w skali 1:235 000), natomiast w 1692 z Wolfgangiem Moritzem Endterem opublikował  S. R. IMP. Circuli Franconici Geographica Delineatio: In 64. Tabelln. (Wolfgang Endelt znany był w środowisku naukowym Norymbergi, razem z Johannem Christophem Sturmem ogłosił w 1689 słynne dzieło Mathesis Enucleata).
Następnie kartograf publikuje z Georgiem Christophem Eimmartem Tabula nova circuli Franconici, cum omnibus suis limitibus ab anno 38. huiusd. seculi constructa, 3. post annis / evulgata per Ioh. Georg. et Georg. Conr. Iungios, fratres ... Latiori fronte in partes quatuor divisa, recenter edita et aucta per G. C. E 1690 (w dziele wykorzystano pośmiertnie prace Johanna Junga).
Do najwybitniejszych osiągnięć Georga Conrada Junga należy wydane wraz z ojcem w 1641 Totius Germaniae Novum Itinerarium. W pionierskim dziele stworzono pierwszą na świecie kompleksową mapę znanych ówcześnie dróg Europy Środkowej precyzyjnie opisując Niemcy, Holandię, Szwajcarię, Czechy oraz prowincje Francji, Włoch i Polski.
Najwięcej rękopisów kartografa przechowuje archiwum miejskie w Bambergu.

## Ważniejsze prace kartograficzne
- Totius Germaniae Novum Itinerarium (1641) (wraz z ojcem Johhanem Georgiem Jungiem seniorem)
- Nobilissimis Amplissimis Consultissimis viris Dominis D. Consultbus, Totiquae Senatui inclytae Reipublicae Noribergensis Dedicabant John Georgius, et Georgius Conradus Jungii Rotenburgo Tubernj totius GERMANIA 1641
- Newe Description Des Hertzogthumb Zu Francken Sambt Andern Daran stossenten Bischoff- undt Furstenhumben, Graff, undt Freyen Herrschafften Zu Sonderbahren Ehren Praesentiert Von Georg Conrad Jungen Hohheim bey Kitzing Ad. 1673
- Tabula nova circuli Franconici, cum omnibus suis limitibus ab anno 38. huiusd. seculi constructa, 3. post annis / evulgata per Ioh. Georg. et Georg. Conr. Iungios, fratres ... Latiori fronte in partes quatuor divisa, recenter edita et aucta per G. C. E 1690 (razem z Johannem Georgiem Jungiem oraz Georgiem Christophem Eimmartem
- S. R. IMP. Circuli Franconici Geographica Delineatio: In 64. Tabelln (1692) (wraz z Wolfgangiem Moritzem Endterem)